# Lichenometria
Lichenometria – metoda naukowa, służąca do badania zmian klimatycznych, do określania tempa odsłaniania skał, tempa topnienia lodowców oraz tempa sukcesji ekologicznej. Za pomocą metody lichenometrii ustala się także czas powstania starych budowli. Podstawą metody lichonometrii jest badanie tempa rocznego przyrostu plech różnych jednostek systematycznych porostów.

## Zastosowanie lichenometrii w badaniach geomorfologicznych
Metoda lichenometryczna stosowana w geomorfologii polega na pomiarach średnicy porostów mapowych najczęściej z rodzaju wzorzec (Rhizocarpon geographicum i Rhizocarpon alpicola), występujących na powierzchniach skalnych (kamieniach) budujących osady usypisk, lodowców gruzowych, spływów gruzowych, moren, osuwisk i tarasów rzecznych. Znając wymiary największych plech porostów, tempo ich wzrostu w danym miejscu oraz okres jaki musi minąć po odsłonięciu i ustabilizowaniu się skał do momentu pojawienia się pierwszych plech (tzw. opóźnienie kolonizacji) można określić wiek odsłonięcia się powierzchni skalnej, czyli wiek powstania formy.
Powszechnie mierzone porosty Rhizocarpon nie występują na skałach węglanowych, zatem tę metodę najczęściej stosuje się do krzemianowych skał magmowych głębinowych (np. granity w Tatrach), wylewnych i żyłowych (np. bazalty, doleryty i diabazy na Islandii) oraz do piaskowców (Beskidy).